# Kyphosus lutescens
Kyphosus lutescens är en fiskart som först beskrevs av Jordan och Gilbert 1882.  Kyphosus lutescens ingår i släktet Kyphosus och familjen Kyphosidae. IUCN kategoriserar arten globalt som livskraftig. Inga underarter finns listade i Catalogue of Life.